# Yves Swolfs
Yves Swolfs, né le 25 avril 1955 à Bruxelles (région de Bruxelles-Capitale) en Belgique, est un scénariste et dessinateur de bande dessinée réaliste belge. Principalement connu pour ses westerns Durango ou Lomesone et ses séries fantastiques Le Prince de la nuit ou Vlad.

## Biographie
Yves Swolfs naît le 25 avril 1955 à Bruxelles. À la fin des années 1970, après des études littéraires, Yves Swolfs fait des études de journalisme (1976-1979) et suit des cours auprès de Claude Renard à l'atelier R, section bande dessinée de l'Institut Saint-Luc de Bruxelles. La fin de ses études est sanctionnée par un diplôme décerné par l'École Supérieure d'Art. Sa première histoire paraît dans le second volume du 9e Rêve, série d'albums collectifs des étudiants de l'atelier, paru en 1978 chez Édition des Archers.
Yves Swolfs commence sa carrière de dessinateur par des illustrations publicitaires, de petites bandes dessinées et divers travaux. En mai 1980, il crée Durango, personnage de western inspiré par le western spaghetti Le Grand Silence et Jean-Louis Trintignant. La série paraît sans prépublication dans la collection « Wild West Story » des Éditions des Archers,. Dargaud la rachète dix ans plus tard. La série devient rapidement un grand succès populaire.
En 1987, il s'essaye à la bande dessinée historique avec Dampierre, série créée pour le magazine Vécu (Glénat), dont l'intrigue se situe à l'époque des guerres vendéennes et de la Révolution française. Paru en septembre-octobre 1989, le tome 2 est présenté en avant-première au château du Puy du Fou. À partir du troisième tome, il se concentre sur son scénario et en abandonne le dessin à Éric, puis à Pierre Legein. En 1990, Yves Swolfs rend un hommage graphique à François Walthéry dans l'album collectif Natacha. Spécial 20 ans (Marsu Productions, 1990), qui célèbre le 20e anniversaire de la série Natacha.
En 1994, il entreprend la saga du Prince de la nuit, une histoire de vampire à travers les âges. En mai 2000, il imagine les aventures de Vlad avec Griffo au dessin, parues dans la collection « Troisième Vague » du Lombard. Il écrit un western intitulé Black Hills 1890 pour le dessinateur Marc-Renier (1999-2003 ; trois titres dans la collection « Grafica » aux éditions Glénat). Il écrit un thriller James Healer pour Giulio De Vita (2002-2004 ; trois titres chez Le Lombard). En 2003, il démarre une nouvelle série intitulée Légende, une saga d'heroic fantasy qui conte la lutte du bien contre le mal et qui se déroule au Moyen Âge. En 2006, il revient à Durango mais comme scénariste, laissant le dessin à Thierry Girod (Soleil Productions). En 2008, il écrit le scénario d'un roman graphique Rémission pour Brice Cossu qui paraît chez Soleil. En 2017, il crée à nouveau seul une nouvelle série western Lonesome,, dont la première aventure est prépubliée dans L'Immanquable à partir du no 82, l'album paraît chez Le Lombard. À partir de 2018, il scénarise seulement la série Le Prince de la nuit, cédant le dessin à Thimothée Montaigne. En 2019, il publie trois albums : le neuvième volume du Prince de la nuit, le deuxième titre de Lonesome et il réalise la couverture du tome 8 de Légende repris au scénario par Ange et au dessin par Stéphane Collignon.
En outre, il réalise de très nombreux ex-libris et quelques affiches de festivals.
Selon Patrick Gaumer, Yves Swolfs est un dessinateur réaliste qui s'est rapidement révélé détaché de toute influence et par ailleurs un excellent scénariste.
Parallèlement à la bande dessinée, Yves Swolfs joue de la guitare au sein d'un groupe de hard rock, « Lazare »,. Fin 2006, le nouveau groupe musical de Swolfs (« Wolf Gang ») sort un CD qui accompagne le tome 3 de Légende. Actuellement, il joue avec le groupe Jyve.
Compositeur du morceau Boulevard des rêves brisés déposé à la SABAM en 1987, il cite, en 1995, Michael Jackson à comparaître devant la justice belge pour le plagiat de sa composition dans la chanson Give In to Me ; il s'en explique le 6 septembre 1995, où il accorde une interview au journal télévisé de la RTBF et interprète son morceau à la guitare,. Débouté en première instance, il obtient gain de cause en appel. Michaël Jackson et son distributeur en Belgique Warner Chappell Music sont condamnés à payer 10 000 euros à titre de dommage moral pour contrefaçon,.

### Vie privée
Yves Swolfs demeure à Lustin en décembre 2021, il est marié à Sophie Swolfs ; coloriste, ensemble ils ont une fille Julie Swolfs, également coloriste.

## Œuvres

### One shots

Portrait de Christian Chelman dessiné par Yves Swolfs à l'occasion de l'album Rhésus

- Viol à Grey Rock, Les Archers, 1980
Scénario et dessin : Yves Swolfs
- Rhésus[22], Brüsel, Bruxelles, 1999
Scénario : Christian Chelman - Dessin : Yves Swolfs - Couleurs : bichromie500 exemplaires numérotés et signés par les auteurs.
- Rémission, Soleil, 2008
Scénario : Yves Swolfs - Dessin : Brice Cossu - Couleurs : Stéphane Paitreau

### Divers
À l'instigation de l'inspecteur de police et scénariste de bande dessinée Francis Dorao, il a aussi créé dans les années 1980, une série réaliste de cibles de tir pour l'entraînement de la police aux côtés des dessinateurs Hermann, Malik, Arthur Piroton, Yves Swolfs ou William Vance et de la société PLJ Targets. En 2023, lors du festival de la bande dessinée de Knokke-Heist, elles seront publiées en un tirage trilingue français, néerlandais et anglais.

### Expositions
- Exposition Swolfs : Le Prince de la Nuit, librairie Espace BD, Bruxelles du 21 novembre au 20 décembre 2001[85]
- Yves Swolfs : le Souffle des Légendes, Salle des expositions - Centre Culturel André Malraux, Chambéry du 5 au 7 octobre 2007[86]
- Exposition Swolfs, Galerie Daniel Maghen, Paris du 31 octobre 2008 au 12 novembre 2008[87]
- Sur les traces de Légende d'Yves Swolfs, BDbus de la Province de Namur et la bibliothèque communale de Rochefort du 16 avril et jusqu'au 26 mai 2012[88]
- Exposition bande dessinée : Yves Swolfs, MCL, 23e Festival du film fantastique 2016 de Gérardmer du 27 au 31 janvier 2016[89]
- Swolfs Exposition rétrospective Rétrospective, Galerie Daniel Maghen, Paris du 27 mai au 20 juin 2015[90].

### Collections publiques
2 œuvres de cet artiste sont conservées au Centre belge de la bande dessinée et font partie du patrimoine mobilier de la région Bruxelles-Capitale.

## Prix et distinctions
- 1991 : prix du meilleur scénario décerné par la Chambre belge des experts en bande dessinée[92] pour La Proie des chacals, ex aequo avec Raives ;
- 1999 :  prix de la meilleure série décerné par le festival d'Illzach[93] pour Le Prince de la nuit ;
- 2002 : prix du meilleur scénario décerné par la Chambre belge des experts en bande dessinée[92] pour Camden Rock ;
- 2003 : prix Saint-Michel de la presse pour Légende, t. 1 : L'Enfant loup[94] ;
- 2005 : Grand prix du festival d'Andenne pour l'ensemble de son œuvre décerné lors de la Fête de la BD et du livre pour enfants[95] ;
- 2022 : prix de la mer du Nord, Festival de bande dessinée de Knokke-Heist (nl) à Knokke-Heist[96].

#### Livres
: document utilisé comme source pour la rédaction de cet article.
- Henri Filippini, Dictionnaire de la bande dessinée, Paris, Bordas, 1989, 731 p., ill. ; 27 cm (ISBN 2-04-018455-4, OCLC 1244909550, BNF 35065653, présentation en ligne), p. 167, 678.
- Jean Pirotte (dir.) et Luc Courtois, Du régional à l'universel. : L'imaginaire wallon dans la bande dessinée., Louvain-la-Neuve, Fondation wallonne Pierre-Marie et Jean-François Humblet, 1999, 310 p. (ISBN 978-2-9600072-3-7 et 2960007239, OCLC 1075833932), p. 252 lire sur Google Livres
- Yves Swolfs (entretien avec Stephan Caluwaerts), À propos de Prince de la nuit, Nautilus, coll. « À propos », no 7, 2002.
- Jacques Fiérain, « Swolfs, Yves », dans La BD dans les provinces de Liège, Namur et Luxembourg, Charleroi, Éd. l'Âge d'or, 2004, 112 p., ill. ; 31 cm (ISBN 9782960019698, OCLC 470388297, présentation en ligne), p. 99.
- Le 9e Rêve no 6, Bruxelles, Institut Saint-Luc de Bruxelles, École de recherche graphique, 2006, 144 p. (présentation en ligne), p. 14, 75.
- Patrick Gaumer, « Swolfs (Y.) », dans Dictionnaire mondial de la BD, Paris, Larousse, 2010, 953 p., ill. ; 27 cm (ISBN 978-2-0358-4331-9 et 2-0358-4331-6, OCLC 920924930, présentation en ligne), p. 816. .
- Philippe Mellot, Michel Denni, Laurent Turpin et Isabelle Morzadec, Trésors de la bande dessinée : BDM 2021-2022 - Catalogue encyclopédique et Argus, Paris, Les Arènes, novembre 2020, 22e éd., 1700 p., ill. ; 23 cm (ISBN 9791037502582, OCLC 1240308146, présentation en ligne), p. 140, 207, 309, 366, 578, 657, 665, 900, 901, 909, 956, 957, 964, 981, 1273, 1293. .

#### Périodiques
- Yves Swolfs (int. par Pascal Roman), « Un belge en Vendée », Les Cahiers de la BD, no 87,‎ décembre 1989, p. 56-57.
- Yves Swolfs (interviewé par Marc Carlot), « Yves Swolfs », Auracan, no 6,‎ juillet-août 1994, p. 30
- Yves Swolfs (interviewé par Greg Silhol et Grégory Smulkowski), « Entretien avec Yves Swolfs, scénariste et dessinateur du cycle Le Prince de la Nuit », Requiem, archives du vampirisme, Cercle d'études vampiriques, no 2,‎ janvier 1997.
- Yves Swolfs (interviewé par Christelle et Bertrand Pissavy-Yvernault), « Les invités : Yves Swolfs : "Durango, c'est fini" », La Lettre - L'officiel de la bande dessinée, Dargaud, no 40,‎ mars - avril 1998, p. 26-27.
- Yves Swolfs (interviewé par Christelle et Bertrand Pissavy-Yvernault), « Les invités : Yves Swolfs : "Le Prince de la nuit va m'occuper encore dix ans" », La Lettre - L'officiel de la bande dessinée, Dargaud, no 47,‎ mai - juin 1999, p. 24-25.
- Miceal Beausang, « Le Prince de la Nuit : Interview de Swolfs », Ekllipse, Semic, no 7,‎ janvier 2001, p. 54-59
- Yves Swolfs (int. par Jean-Pierre Fuéri), « Swolfs à l'étalage », BoDoï, no 64,‎ juin 2003, p. 62-67.

#### Articles
- Hubert Leclercq, « Un auteur, deux casquettes », La DH Les Sports+,‎ 22 juin 2000 (lire en ligne , consulté le 15 août 2022)
- Olivier le Bussy, « Yves Swolfs varie les plaisirs », La Libre Belgique,‎ 11 mai 2006 (lire en ligne, consulté le 15 août 2022).
- Yves Swolfs (interviewé par Jean-Laurent Truc), « Interview : Avec Lonesome, Yves Swolfs confirme son don pour un western engagé », ligneclaire.info,‎ 7 août 2018 (lire en ligne, consulté le 16 août 2022).

### Podcasts
- Interview avec Yves Swolfs sur Mixcloud, interview : eclectriqueradio (23 min 15 s).

### Vidéographie
- [vidéo] « Rencontre avec Yves Swolfs / Festival Gérardmer 2016 », sur YouTube, 31 janvier 2016
- [vidéo] « Yves Swolf, Lonesome », sur YouTube, 24 février 2018
- [vidéo] « Derrière le masque ... Yves Swolfs », sur YouTube, 13 novembre 2021